# Електронски захват
Електронски захват или инверзни бета распад је тип бета распада при коме је крајња промена језгра иста као β+ распада. У оба случаја нуклеарни протон се трансформише у неутрон а
потомак је померен за једно место улево у периодном систему елемената. Међутим, овде се процес одиграва на други начин: језгро захвата је један од атомских електрона, углавном из К или ређе из Л љуске, при чему се протон тансформише у неутрон:
{\displaystyle \mathrm {p} ^{+}+\mathrm {e} ^{-}\rightarrow \mathrm {n} +{\nu }_{e}\,}
У случају електронског захвата нема никаквог зрачења из језгра (осим неутрона). Једина евиденција да се захват догодио је емисија Х-зрачења које настаје као последица прегруписање електрона. Празнина која је настала електронским захватом у електронској љусци попуњава се другим електроном.
Радиоактивни изотопи који се распадају емисијом позитрона или електронским захватом производе се најчешће у циклотрону, излагањем стабилних изотопа струјама убрзаних честица, обично протона.
Електронски захват је основни начин распада изотопа са релативно већим бројем протона у језгру атома, али са недовољном енергетском разликом између изотопа и његове проспективне ћерке (изобара) са једним мање позитивним набојом за нуклид да би се распао емитовањем позитрона. Електронски захват је алтернативни начин распада радиоактивних изотопа са довољном енергијом да би се распали емисијом позитрона. Понекад се он назива и инверзни бета-распад, мада се овај појам може такође односити и на интеракцију електронског антинеутрона са протоном.
Ако је енергетска разлика између родитељског атома и атома ћерке  мања од 1,022 МеВ, емисија позитрона је  забрањена  јер нема довољно доступне енергије распада да би извела та реакција, те је електронски захват једнострани начин распада. На пример, изотоп рубидијум - 83 (са 37 протона и 46 неутрона) ће се распасти на криптон - 83 (36 протона и 47 неутрона) искључиво путем електронског захвата (енергетска разлика или енергија распада износи 0,9 МеВ).
Ако је разлика у енергијама између језгра родитеља и језгра потомка мања од 1,022 MeV, позитронска емисија је забрањена, јер нема довољно доступне енергије распада да би извела та реакција, и захват електрона је једини начин распада. На пример, рубидијум - 83 се распада у криптон-83 (са 37 протона и 46 неутрона) ће се распасти на криптон - 83 (36 протона и 47 неутрона) искључиво путем електронског захвата (енергетска разлика или енергија распада износи 0,9 MeV).
Примери
| {\displaystyle \mathrm {{}_{13}^{26}Al} +\mathrm {e} ^{-}\rightarrow \mathrm {{}_{12}^{26}Mg} +{\nu }_{e}} | {\displaystyle \mathrm {{}_{28}^{59}Ni} +\mathrm {e} ^{-}\rightarrow \mathrm {{}_{27}^{59}Co} +{\nu }_{e}} |
Пошто се протон претвори у неутрон током електронског захвата, број неутрона у језгру се повећава за један, број протона се смањује за један, а атомска маса остаје непромењена. Међутим, променом броја протона, електронски захват мења нуклид у нови хемијски елеменат. Атом, иако је још увек у неутралном стању наелектрисања, сада постоји у побуђеном стању јер му у унутрашњој љусци недостаје један електрон. Затим електрон из спољашње љуске прелази у љуску где недостаје један унутрашњи електрон односно опада у ниже основно стање. Током овог процеса, електрон ће емитовати фотон Х-зрака (врста електромагнетног зрачења) а други електрони могу емитовати и Аугерове електроне. Често и језгро постоји у побуђеном стању, и емитује гама зраке током преласка у основно стање енергије новог нуклида.